# Młyńska Kępa
Młyńska Kępa (403 m n.p.m.) – wyraźnie zaznaczające się, zalesione wzgórze na Pogórzu Cieszyńskim, wznoszące się na pn.-wsch. od centrum Jaworza.
Nazwa niewątpliwie związana jest z młynem, który istniał u stóp wzgórza na przepływającym tu potoku, natomiast "kępami" nazywa tutejsza ludność wszystkie tego typu izolowane pagórki u podnóży Beskidów. Na szczycie wzgórza odkryto ślady osadnictwa prehistorycznego z okresu kultury łużyckiej, m.in. żelazny nóż z łukowato wygiętym ostrzem i sztabkowatą rękojeścią.